# Palazzo Bevilacqua

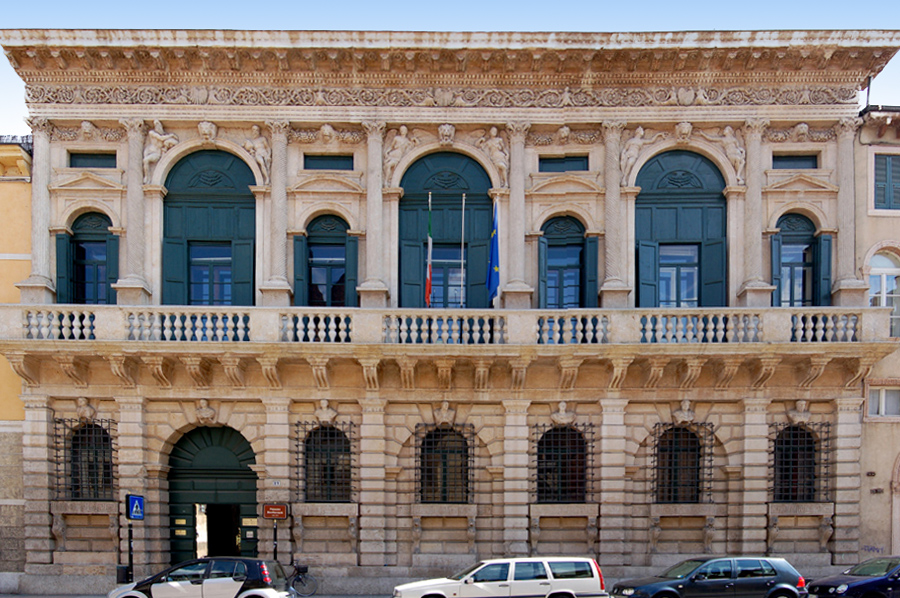
Palazzo Bevilacqua

Der Palazzo Bevilacqua in Verona ist ein Werk des italienischen Renaissance-Architekten Michele Sanmicheli. Der Palazzo steht im Zentrum der oberitalienischen Stadt Verona und wurde um das Jahr 1534 entworfen.

## Baugeschichte
Die Familie Bevilacqua gehörte zu den einflussreichsten Familien Veronas, verfügte jedoch bis in die 1530er Jahre über kein repräsentatives Stadtpalais. Einige Jahre früher (um 1527) hatte Michele Sanmicheli mit den Entwürfen und dem Bau des Palazzo Canossa begonnen; der Palazzo Bevilacqua und der Palazzo Pompei folgten wenige Jahre später.

## Architektur

Alter Kupferstich des Palazzo

Während das Erdgeschoss des Palastes mit seinen rustizierten Steinen eher gedrungen wirkt und von außen eher an ein Handels- oder Geschäftsskontor erinnert, entfaltet sich im Obergeschoss (piano nobile) eine überaus repräsentative Architektur auf der Basis eines Triumphbogenschemas, welches hier jedoch – erstmals in der Architekturgeschichte – eine Reihung erfährt. Zum Ausgleich der Höhendifferenz befinden sich Oberlichter über den kleinen Fensterbögen. Auch die Balkonbrüstung, die vorgestellten Säulen und die reiche Gestaltung des Architravs tragen zum repräsentativen Charakter des Obergeschosses bei. Die Fenster des Erdgeschosses sind – im Gegensatz zum Obergeschoss – allesamt gleich groß; die Differenz wird durch Blendbögen ausgeglichen.

Foto von Paolo Monti, 1972
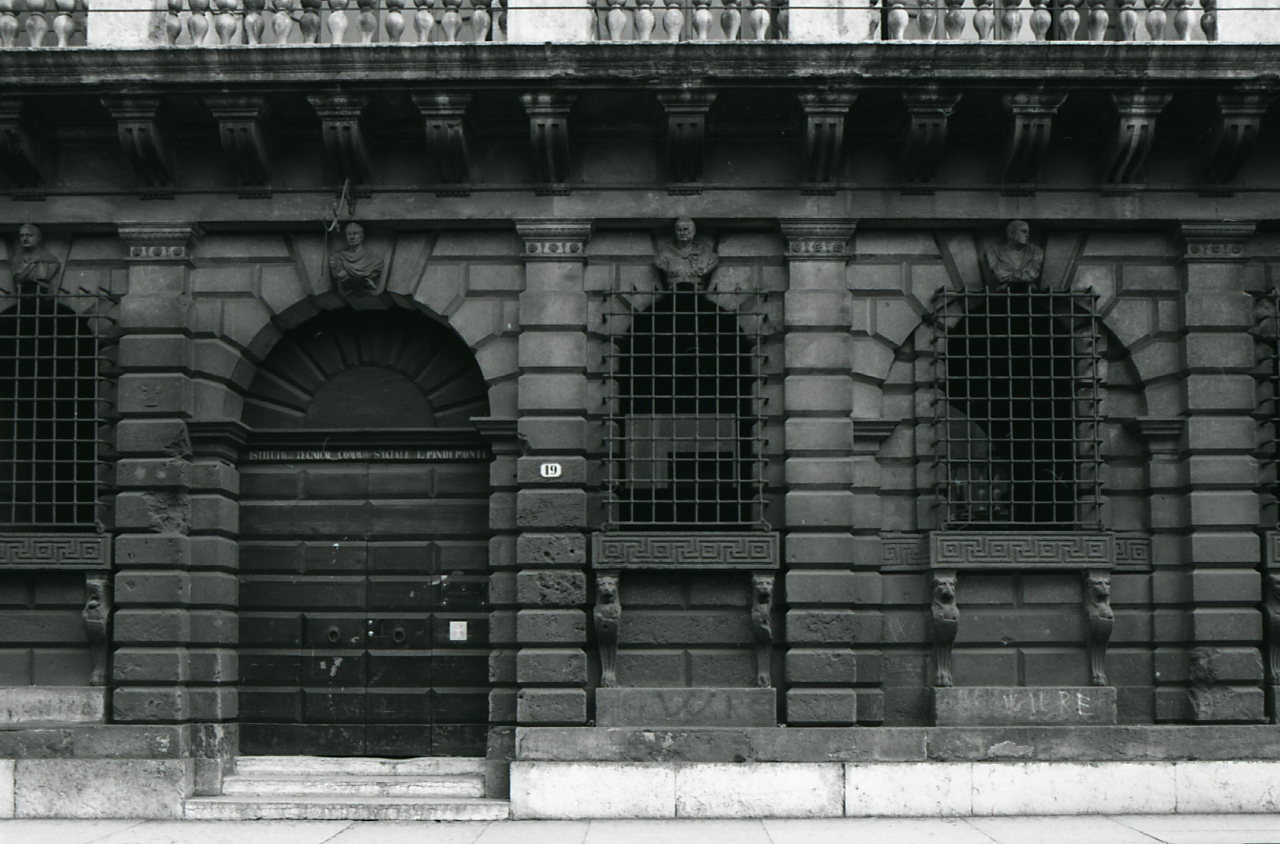
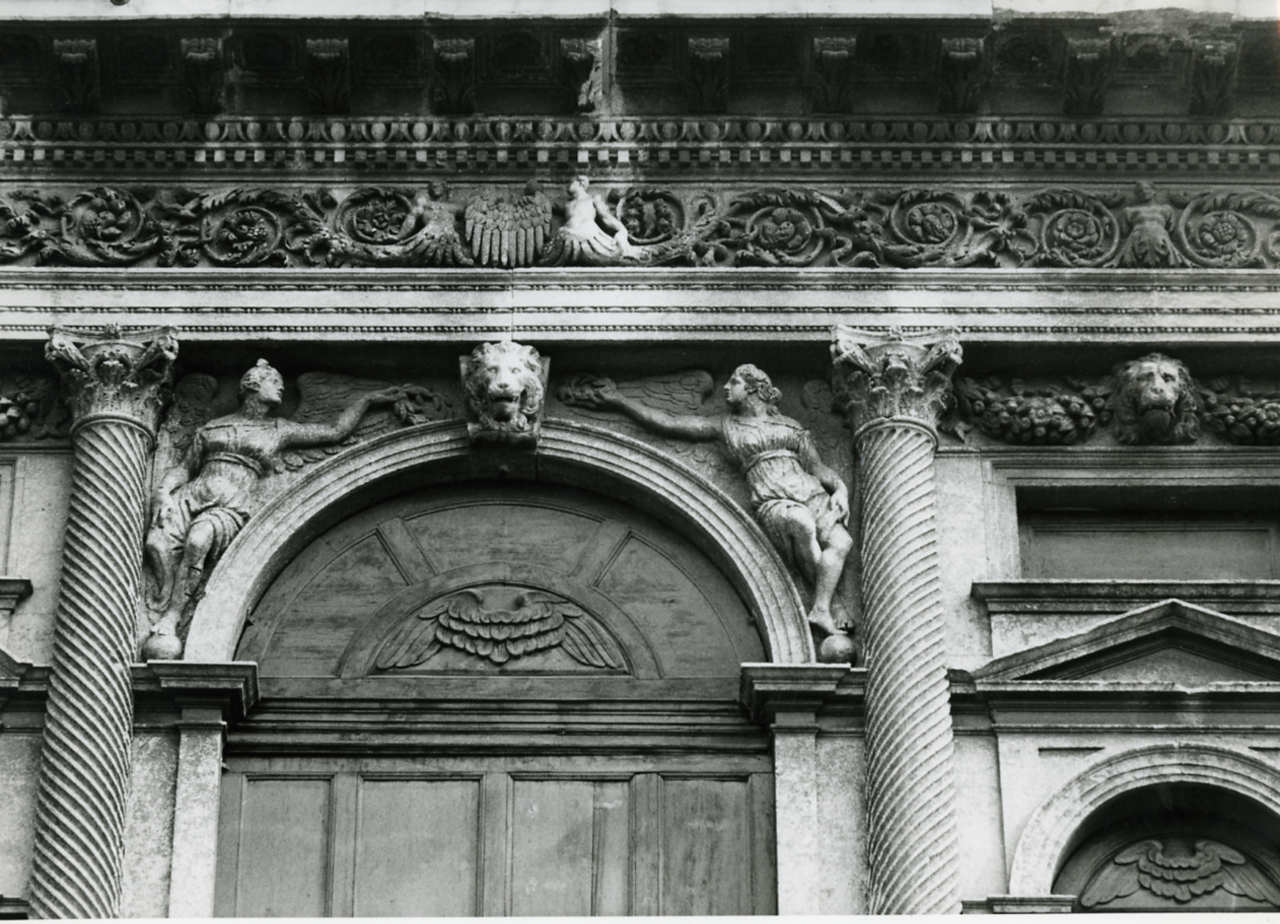
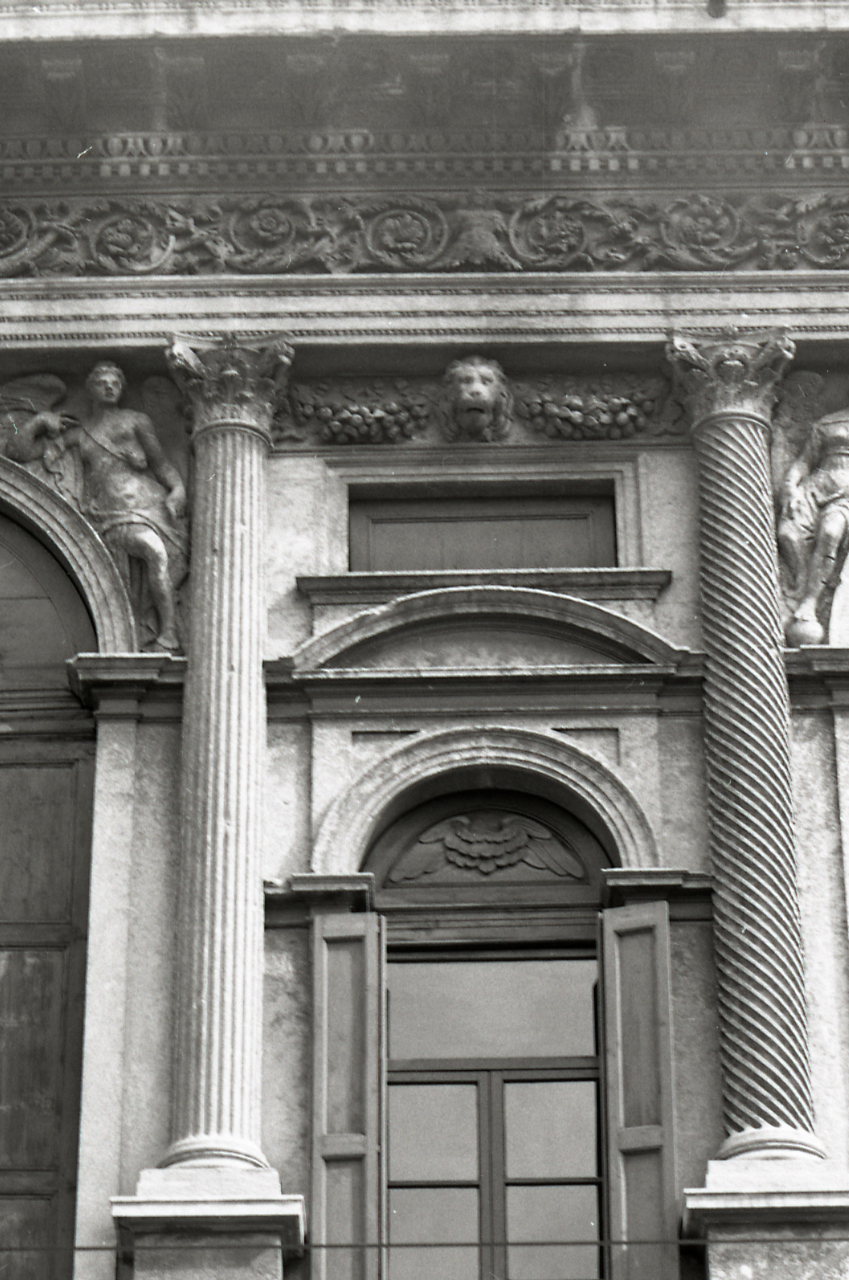

## Funktion
Der Palast diente als Stadtwohnsitz der Familie Bevilacqua, die hier auch Antikenstatuen und Bilder berühmter italienischer Maler unterbrachte, die in späterer Zeit in verschiedene Museen Italiens und Frankreichs gelangten; darunter befanden sich u. a. die Pietà mit der Träne von Giovanni Francesco Caroto, das Paradies von Tintoretto und eine Maria mit Kind von Paolo Veronese.